# 默尔特-摩泽尔省公路网

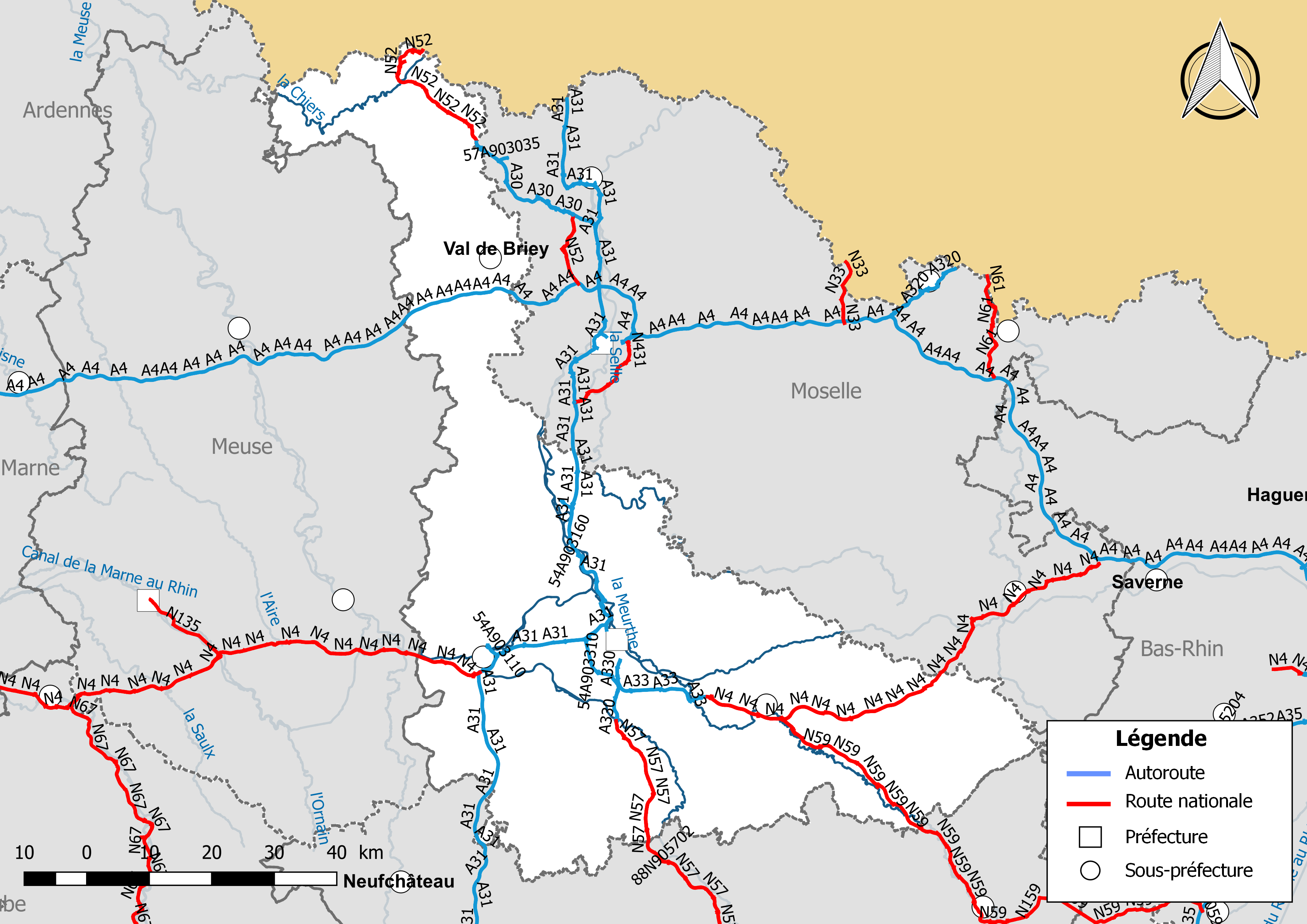
默尔特-摩泽尔省公路网

默尔特-摩泽尔省公路网是法国默尔特-摩泽尔省境内公路设施的统称。截止2020年10月，默尔特-摩泽尔省境内共有高速公路132公里，国道130公里，省道3220公里以及其它公路4856公里。

## 历史
默尔特-摩泽尔省的第一条公路出现于18世纪末，最初仅供马车行驶，工业革命后开始出现机动车辆。1930年，默尔特-摩泽尔省境内的公路系统进行了统一编号。1972年和2006年，法国的国道系统两次大规模拆分，其中默尔特-摩泽尔省境内的法国国道N13线、N14线等均改为省道，并重新编号。
|          | 2002 | 2003 | 2004 | 2005 | 2006 | 2007 | 2008 | 2009 | 2010 | 2011 | 2012 | 2013 | 2014 | 2015 | 2016 | 2017 |
| -------- | ---- | ---- | ---- | ---- | ---- | ---- | ---- | ---- | ---- | ---- | ---- | ---- | ---- | ---- | ---- | ---- |
| 高速公路 | 135  | 135  | 135  | 135  | 135  | 135  | 135  | 132  | 132  | 132  | 132  | 132  | 132  | 132  | 132  | 132  |
| 国道     | 348  | 348  | 348  | 130  | 144  | 127  | 127  | 130  | 130  | 130  | 130  | 130  | 130  | 130  | 130  | 130  |
| 省道     | 3034 | 3030 | 3037 | 3047 | 3261 | 3262 | 3286 | 3286 | 3287 | 3287 | 3328 | 3328 | 3328 | 3314 | 3314 | 3220 |
| 其它道路 | 4310 | 4323 | 4330 | 4351 | 4355 | 4453 | 4453 | 4600 | 4632 | 4632 | 4694 | 4730 | 4730 | 4738 | 4835 | 4863 |
| 总计     | 7827 | 7836 | 7850 | 7663 | 7895 | 7977 | 8001 | 8148 | 8181 | 8181 | 8284 | 8320 | 8320 | 8314 | 8411 | 8345 |

## 路网

### 高速公路
- 法国A4号高速公路（默尔特-摩泽尔省境内累计全长约18.3公里，共设有1个出入口）
- 法国A30号高速公路（默尔特-摩泽尔省境内累计全长约3公里，共设有1个互通式立交桥）
- 法国A31号高速公路（默尔特-摩泽尔省境内累计全长约74公里，共设有13个出入口和1个互通式立交桥）
- 法国A33号高速公路（默尔特-摩泽尔省境内全长约26.5公里，共设有6个出入口和2个互通式立交桥）
- 法国A330号高速公路（默尔特-摩泽尔省境内全长约10公里，共设有7个出入口和1个互通式立交桥）

### 国道
- 法国国道N4线（法语：Route nationale 4 (France)），默尔特-摩泽尔省境内全长约31.8公里（不连续）。
- 法国国道N18线（法语：Route nationale 18），默尔特-摩泽尔省境内全长约20.1公里。
- 法国国道N52线（法语：Route nationale 52），默尔特-摩泽尔省境内全长约22公里。
- 法国国道N57线（法语：Route nationale 57），默尔特-摩泽尔省境内全长约10公里。
- 法国国道N59线（法语：Route nationale 59），默尔特-摩泽尔省境内全长约29.8公里。
- 法国国道N333线（法语：Route nationale 333），默尔特-摩泽尔省境内全长约20公里。

### 省道
| 默尔特-摩泽尔省省道列表    |             |                               | |                        |
| 编号                       | 长度 （km） | 起点 连接线                   | 主要途径市镇（斜体字表示该道路距离该市镇政府所在地最近距离超过1公里） | 终点 连接线            |
| D2                         | 42.2        | 圣马克斯 马塞尔·皮科球场      | 圣马克斯 ↔ 通布莱讷 ↔ 默尔特河畔阿尔 ↔ 瓦朗热维尔 ↔ D400 ↔ 默尔特河畔栋巴勒 ↔ 索梅尔维利耶 ↔ 克雷维克 ↔ 迈克斯 ↔ 安维尔欧雅尔 ↔ 博兹蒙 ↔ 埃纳梅尼勒 ↔ 帕鲁瓦 ↔ 穆阿库尔 ↔ 叙尔 | （摩泽尔省） D898      |
| D18                        | 13.5        | 隆维 梅斯街                   | 隆维 ↔ 雷翁 ↔ 屈特里 ↔ 于尼 ↔ 隆吉永附近栋库尔 ↔ 伯韦耶 | （默兹省） D898        |
| D29                        | 14          | 隆吉永附近圣朱利安 D643       | 隆吉永附近圣朱利安 ↔ 维利耶勒龙 ↔ 沙朗西-沃赞 ↔ 阿隆德雷勒拉马尔迈松 | （ 比利时） · 维特龙   |
| D29C                       | 12.6        | 隆吉永 N18                    | 隆吉永 ↔ 科尔梅 ↔ 维莱特 ↔ 沙朗西-沃赞 ↔ 希耶河畔埃皮涅 | （ 比利时） · 鲁夫鲁瓦 |
| D29F                       | 2.5         | 沙朗西-沃赞 D29               | 沙朗西-沃赞 | （默兹省） D118        |
| D138                       | 6.3         | 布里埃谷镇 洛林街             | 布里埃谷镇 | （摩泽尔省） D9        |
| D146                       | 4.1         | 布里埃谷镇 马约医院           | 布里埃谷镇 | 布里埃谷镇 D643        |
| D156                       | 15.5        | （默兹省） D106               | 皮耶讷 ↔ 朗德尔 ↔ 米尔维尔 ↔ 马拉维莱尔 ↔ 欧丹勒罗芒 ↔ 桑西 | （摩泽尔省） D603      |
| D331                       |             | 默桑 D570                     | 默桑 ↔ 梅雷维尔 ↔ 弗洛卢瓦 ↔ 马东河畔班维尔 ↔ 迈济耶尔 ↔ 维泰尔讷 | 维泰尔讷 D974          |
| D400                       | 98.9        | （默兹省） D636               | 莱圣雷米 ↔ 富镇 ↔ 埃克鲁沃 ↔ 图勒 ↔ 图勒附近多马坦 ↔ 贡德尔维尔 ↔ 布瓦德艾 ↔ 尚皮尼厄勒 ↔ 拉克苏 ↔ 南锡 ↔ 雅维尔拉马尔格朗日 ↔ 南锡前方新城 ↔ 圣尼古拉德波尔 ↔ 瓦朗热维尔 ↔ 默尔特河畔栋巴勒 ↔ 于迪维利耶 ↔ 欧特吕 ↔ 维特里蒙 ↔ 吕内维尔 ↔ 尚特厄 ↔ 克鲁瓦马尔 ↔ 马兰维利耶 ↔ 蒂耶博梅尼勒 ↔ 贝纳梅尼勒 ↔ 弗雷梅尼勒 ↔ 奥热维利耶 ↔ 埃尔贝维利耶 ↔ 沃祖兹河畔多梅夫尔 ↔ 巴尔巴 ↔ 布拉蒙 ↔ 戈尼耶 | 戈尼耶 N4              |
| D570                       | 33.9        | 旺德夫尔莱南锡 D674           | 旺德夫尔莱南锡 ↔ 埃耶库尔 ↔ 乌德蒙 ↔ 弗莱维尔德旺南锡 ↔ 吕德尔 ↔ 默桑 ↔ 里夏尔梅尼勒 ↔ 摩泽尔河畔弗拉维尼 ↔ 托努瓦/伯内 ↔ 克雷韦尚 ↔ 圣勒米蒙 ↔ 摩泽尔河畔讷维利耶 ↔ 罗维尔德旺巴永 ↔ 芒贡维尔 ↔ 班维尔欧米鲁瓦 ↔ 格里波尔 | （孚日省） D157        |
| D590                       | 33          | 吕内维尔 D400/阿尔萨斯街      | 吕内维尔 ↔ 吕内维尔附近蒙塞勒 ↔ N59 ↔ 拉龙斯 ↔ 圣克莱芒 ↔ 舍讷维耶尔 ↔ 弗兰 ↔ 阿泽拉耶 ↔ 热拉库尔 ↔ 巴卡拉 ↔ 贝尔特里尚 | （孚日省） D259        |
| D603                       | 19.5        | （默兹省） D603               | 奥莱 ↔ 让德利兹 ↔ 邦库尔 ↔ 雅尔尼西地区孔弗朗 ↔ 雅尔尼 ↔ 孔弗朗附近栋库尔 ↔ 布吕维尔 ↔ 圣马塞尔 | （摩泽尔省） D603      |
| D613                       | 12.4        | 雅尔尼 D603                   | 雅尔尼 ↔ 拉布里 ↔ 阿特里兹 ↔ 瓦勒鲁瓦 ↔ 穆捷 ↔ 布里埃谷镇 | 布里埃谷镇 D643        |
| D643                       | 57.7        | （摩泽尔省） D643             | 欧布埃 ↔ 穆捷 ↔ 布里埃谷镇 ↔ 朗泰枫丹 ↔ 阿努 ↔ 迈里-曼维尔 ↔ 朗德尔 ↔ 普勒坦-伊尼 ↔ 锡夫里-锡库尔 ↔ 下梅尔西 ↔ 巴扎耶 ↔ 布瓦蒙 ↔ 皮埃尔蓬 ↔ 伯韦耶 ↔ 隆吉永 ↔ 大法伊 ↔ 科尔梅 ↔ 小法伊 ↔ 隆吉永附近圣让 | （默兹省） D643        |
| D657                       | 38          | 南锡 栋巴勒广场/D400          | 南锡 ↔ 马克塞维尔 ↔ 尚皮尼厄勒 ↔ 弗鲁阿尔 ↔ 蓬佩 ↔ 马尔巴什 ↔ 美丽城 ↔ 迪约卢阿尔 ↔ 蓬塔穆松附近布莱诺 ↔ 蓬塔穆松 ↔ 摩泽尔河畔尚佩 ↔ 维通维尔 | （摩泽尔省） D657      |
| D674 （北段）              | 25.6        | 旺德夫尔莱南锡 D570           | 旺德夫尔莱南锡 ↔ 雅维尔拉马尔格朗日/南锡 ↔ 通布莱讷 ↔ 索尔叙尔莱南锡 ↔ 埃塞莱南锡 ↔ 塞尚 ↔ 拉讷韦洛特 ↔ 尚珀努 ↔ 马泽吕勒 ↔ 塞耶河畔蒙塞勒 | （孚日省） D674        |
| D674 （南段）              | 20.5        | 图勒 埃米尔·莫塞利花园/D611   | 图勒 ↔ 比克莱/日镇 ↔ 穆特罗 ↔ 克雷济耶 ↔ 巴纽 ↔ 阿兰 ↔ 科龙贝莱贝勒 | （孚日省） D674        |
| D903                       | 8.1         | （默兹省） D603               | 阿农维尔-叙泽蒙 ↔ 马尔斯拉图尔 ↔ 特龙维尔 | （摩泽尔省） D603      |
| D904                       | 81.7        | 格里波尔 D570                 | 格里波尔 ↔ 热尔蒙维尔 ↔ 锡罗库尔 ↔ 塔通维尔/福塞勒圣戈尔贡 ↔ 克维永库尔 ↔ 韦泽利斯 ↔ 阿姆维尔 ↔ 维特雷 ↔ 戈维莱尔 ↔ 瑟兰库尔 ↔ 克雷佩 ↔ 蒂耶欧格罗塞耶 ↔ 奥谢 ↔ 比克莱 ↔ 图勒 ↔ 帕涅代里耶尔巴里讷/布吕莱 ↔ 吕塞/布夫龙/拉涅 ↔ 梅尼勒拉图尔/昂迪伊 ↔ 罗约梅 ↔ 昂索维尔 ↔ 格罗鲁夫尔 ↔ 贝尔内库尔 ↔ 弗利雷 ↔ 埃塞和迈泽赖 ↔ 帕讷                                                                  | （默兹省） D603        |
| D935                       | 19          | 沃祖兹河畔多梅夫尔 D400       | 沃祖兹河畔多梅夫尔 ↔ 昂塞尔维利耶/米尼耶维尔 ↔ 蒙蒂尼 ↔ 勒埃雷 ↔ 梅尔维利耶 ↔ 巴卡拉 ↔ 德讷夫尔 | （孚日省） D435        |
| D952                       | 41.1        | 蓬塔穆松 D958                 | 蓬塔穆松 ↔ 迈迪耶尔 ↔ 蓬塔穆松附近诺鲁瓦 ↔ 旺迪耶尔 ↔ 摩泽尔河畔帕尼 ↔ 阿尔纳维尔 ↔ 马河畔巴永维尔 ↔ 昂维尔 ↔ 瓦维尔 ↔ 圣朱利安莱戈尔兹 ↔ 尚布莱-比西耶尔 ↔ 皮雪 ↔ 马尔斯拉图尔 ↔ 伊龙河畔城 ↔ 雅尔尼 | 雅尔尼 D603            |
| D958                       | 21.9        | 蓬塔穆松 火车站/D607          | 蓬塔穆松 ↔ 迈迪耶尔 ↔ 蒙托维尔 ↔ 马梅/费昂奈 ↔ 利梅-勒默诺维尔 ↔ 弗利雷 ↔ 塞什普雷 ↔ 博蒙 | （默兹省） D958        |
| D974                       | 29.3        | 旺德夫尔莱南锡 韦洛德罗姆广场 | 旺德夫尔莱南锡 ↔ 沙维尼 ↔ 讷夫迈松 ↔ 圣樊尚桥镇 ↔ 马东河畔班维尔 ↔ 迈济耶尔 ↔ 维泰尔讷 ↔ 蒂耶欧格罗塞耶 ↔ 奥谢 ↔ 阿兰 ↔ 科龙贝莱贝勒 | 科龙贝莱贝勒 D674      |
| 1. 2. 3. 4. 5. 6. 7. 8. 9. |             |                               | |                        |